# Frontul român (1916-1918)

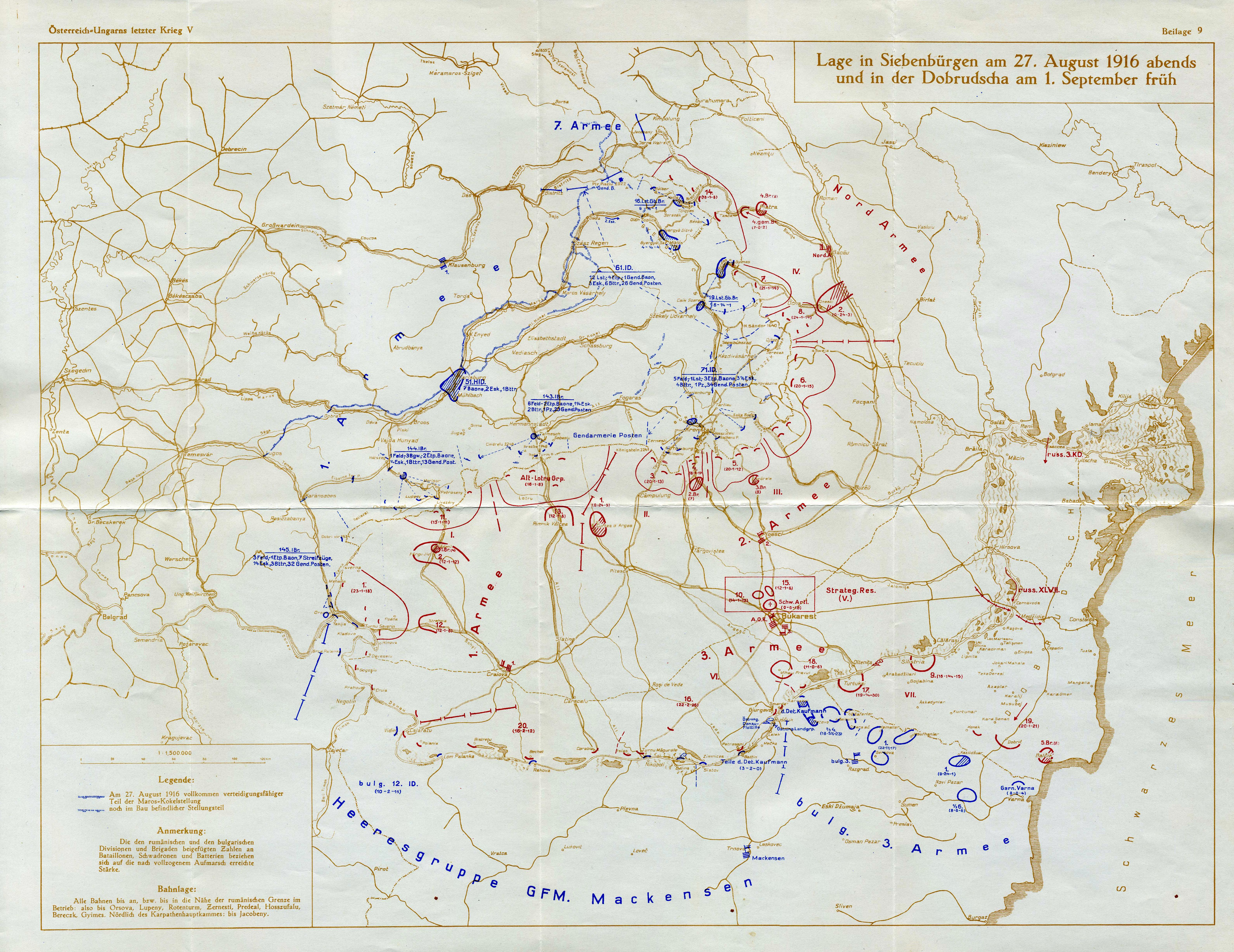
Frontul român în august 1916

Frontul român a reprezenta secțiunea Frontului de est aflată pe teritoriul României, în Primul Război Mondial, între 14/27 august 1916 - 28 octombrie/11 noiembrie 1918.
Din partea Antantei, pe acest front s-au aflat trupe ale Armatei României și Armatei Imperiale Ruse, aflate sub comanda supremă a regelui Ferdinand I al României. Din partea Puterilor Centrale pe acest front au participat trupe ale Imperiului Austro-Ungar, Imperiului German, Regatului Bulgariei și Imperiului Otoman.:2

#### Bătălii și campanii importante
Bătălia de la Mărăști (iulie 1917) – succesele obținute de Armata Română sub comanda generalului Alexandru Averescu.
Bătălia de la Mărășești (august 1917) – rezistența eroică a trupelor române în fața ofensivei germane sub comanda generalului Mackensen.
Bătălia de la Oituz (iulie-august 1917) – confruntarea strategică de la trecătorile Carpaților.